# Anton Jewgenjewitsch Singow

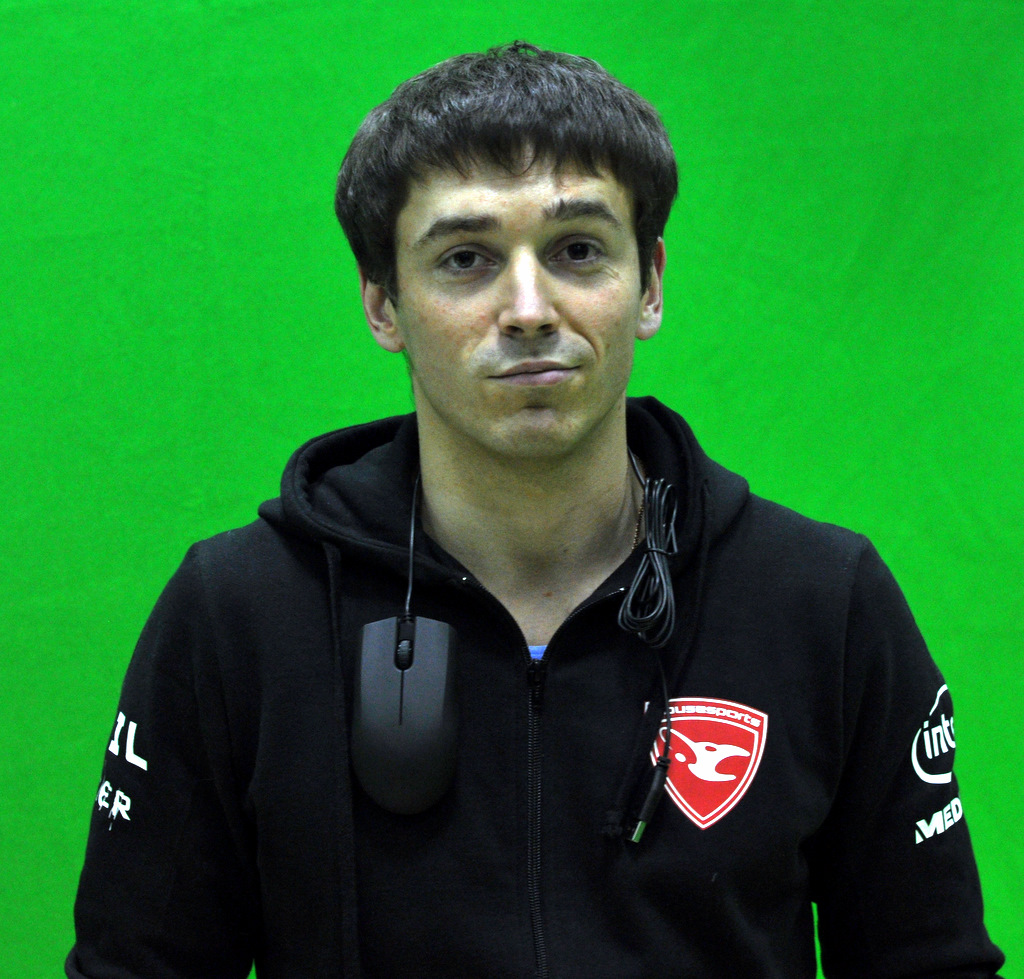
Anton Jewgenjewitsch Singow (2011)

Anton Jewgenjewitsch „Cooller“ Singow (russisch Антон Евгеньевич Синьгов; * 5. August 1986 in Moskau) ist ein russischer E-Sportler.
Er zählt zu den erfolgreichsten Quake-Spielern der Welt, das im Laufe seiner Karriere gewonnene Preisgeld beläuft sich auf über 100.000 Euro. Vom 21. November 2005 bis Juli 2011 stand er bei dem deutschen Clan mousesports unter Vertrag.
Singow galt sowohl in Quake III als auch in Quake 4 zeitweise als stärkster Spieler der Welt und konnte mehrere Weltmeisterschaften gewinnen. Im Jahr 2002, also mehrere Jahre nachdem E-Sport-Pioniere wie Johnathan „Fatal1ty“ Wendel ihre ersten Erfolge feierten, nahm er im Alter von 15 Jahren erstmals an einem Turnier außerhalb Russlands, den World Cyber Games 2002, teil. Im zwei-gegen-zwei-Turnier belegte der Russe zusammen mit Alexei „death“ Alexeew am Ende den ersten Platz. In den Jahren 2003 und 2005 gewann er den Electronic Sports World Cup.
Nach der Veröffentlichung von Quake 4 im Oktober 2005 galt er anfangs als praktisch unschlagbar. Erst auf dem ESWC 2006 endete seine Siegesserie, er wurde im Halbfinale besiegt und belegte am Ende nur den vierten Platz.
Auf dem ESWC 2008 ließ Singow in einem Interview verlauten, er denke über ein Karriereende nach. Dieser Schritt schien aber nach seiner Teilnahme an den ESWC Masters of Athens vorerst verschoben worden zu sein.
Anfang 2010 entschied der Russe sich im Zuge der ESL Intel Extreme Masters, wieder aktiv am Spielgeschehen teilzunehmen. Auf dem europäischen Finale belegte er den dritten Platz.
Nachdem Singow ablehnte, weder an der DreamHack Sommerveranstaltung 2012, noch an der Quakecon 2012 teilzunehmen, zeichnete sich das Ende seiner E-Sport Karriere ab. Am 24. Juli 2012 bestätigte Anton Jewgenjewitsch Singow dann in einem Privatgespräch, dass er inoffiziell als professioneller E-Sportler schon zurückgetreten ist.
Ende 2015 begann er allerdings Overwatch auf professionellem Niveau zu spielen und kehrte damit in die eSports Szene zurück. Sein Team Albus Nox, in dem er zusammen mit Cypher einem weiteren sehr erfolgreichen Quake-Spieler spielt, gilt er zurzeit als bestes russisches Team und eines der Spitzenteams Europas.

## Erfolge (Auszug)
- Electronic Sports World Cup 2003: 1. Platz
- Cyber X Games 2004: 1. Platz
- Electronic Sports World Cup 2004: 3. Platz
- QuakeCon 2004: 3. Platz
- Electronic Sports World Cup 2005: 1. Platz
- CPL Winter 2005: 1. Platz
- WSVG Dreamhack Summer 2006: 1. Platz
- Electronic Sports World Cup 2006: 4. Platz
- QuakeCon 2006: 2. Platz
- QuakeCon 2006: 3. Platz
- World Series of Video Games 2006: 4. Platz
- CPL Winter 2006: 3. Platz
- Electronic Sports World Cup 2007: 2. Platz
- ESL Intel Extreme Masters IV European Championship: 3. Platz
- ESL Intel Extreme Masters IV World Championship: 2. Platz
- Electronic Sports World Cup 2010: 3. Platz
- QuakeCon 2010: 2. Platz
- ESL Intel Extreme Masters V Global Challenge Gamescom: 4. Platz
- ESL Intel Extreme Masters V European Championship: 1. Platz